# خاینووکا
خاینووکا (به لهستانی:  Hajnówka) یک منطقهٔ مسکونی در لهستان است که در شهرستان خاینووکا واقع شده‌است. خاینووکا ۲۱٫۲۹ کیلومتر مربع مساحت و ۲۱٬۴۴۲ نفر جمعیت دارد.